# Zille und ick
Zille und ick è un musical del 1983, diretto da Werner W. Wallroth e basato sulla vita dell'illustratore tedesco Heinrich Zille.

## Riconoscimenti
- Nomination al Moscow International Film Festival 1983: Premio d'Oro (Werner W. Wallroth)